# 7 Days (Craig David)
7 Days is een nummer van de Britse R&B-zanger Craig David uit 2000. Het is de tweede single van zijn debuutalbum Born to Do It.
Na voorganger Fill Me In leverde ook "7 Days" Craig David een wereldwijde hit op. Het bereikte de nummer 1-positie in zijn thuisland het Verenigd Koninkrijk. Ook werd het genomineerd voor een Brit Award in de categorie 'Beste nummer', maar verloor van Rock DJ van Robbie Williams. In het Nederlandse taalgebied kende "7 Days" ook succes. Het bereikte de 6e positie in de Nederlandse Top 40. In de Vlaamse Ultratop 50 kwam het tot een bescheiden 25e positie.